# کلاژن نوع ۲
کلاژن نوع ۲ (انگلیسی: Type II collagen) نوعی کلاژن است که پایهٔ غضروف شیشه‌ای و غضروف‌های سطح مفصلی در استخوان‌ها را تشکیل می‌دهد.
این کلاژن بیش از ۵۰٪ از پروتئین غضروف و بیش از ۸۵–۹۰٪ از غضروف سطحِ مفصلی استخوان‌ها را می‌سازد و ایجاد شبکهٔ فیبریلی می‌کند پروتئوگلیکان‌ها را بدام انداخته و قدرت کششی این بافت‌ها را بالا می‌برد.
تجویز خوراکی فرم طبیعی این کلاژن سبب می‌شود پاسخ ایمنی غیرطبیعی نسبت به آن کاهش یابد و احتمالاً در درمان آرتریت سودمند است.